# Траверселла
Траверселла (итал. Traversella) — коммуна в Италии, располагается в регионе Пьемонт, в провинции Турин.
Население составляет 386 человек (2008 г.), плотность населения составляет 10 чел./км². Занимает площадь 39 км². Почтовый индекс — 10080. Телефонный код — 0125.
Покровителем коммуны почитается святой Маркел, папа Римский, празднование 16 января.

## Демография
Динамика населения:

## Администрация коммуны
- Официальный сайт: